# Aurel Istrati
Aurel Istrati (n. 21 septembrie 1942, Bălți, România – d. 2 iulie 2020, Iași, România) a fost un pictor, critic de artă și muzeograf român. Este fiul avocatului Anastasie Istrati și al Florentinei Istrati.

## Biografie
A absolvit Universitatea de arte “George Enescu” în 1966, sub atenta îndrumare a profesorului și pictorului Dan Hatmanu. În 1982 finalizează studiile la Universitatea Națională de Arte din București, specializarea Muzeologie, fiind susținut de profesor Marin Gherasim. Lucrarea sa de licență a fost “Specificul limbajului picturii și mesajul operei de artă”. Din 1990 devine membru activ al Uniunii Artiștilor Plastici din România.

## Activitate artistică
Pictorul Aurel Istrati a participat la o serie de expoziții colective atât în România, cât și în străinătate (Bârlad, Vaslui, Bacău, București, Iași, Novi Sad sunt doar câteva dintre orașele în care a expus propriile creații).
Selecție de expoziții:
- 1970 – Expoziție personală Bârlad
- 1985 – 1986 – Expoziție personală la Academia de Arte Frumoase din Iași
- 1991 – 1992 – „Saloanele Moldovei”, Galeriile de Artă Bacău
- 1993 – Expoziție de grup, Galeriile de Artă “Cupola”, Iași
- 1993 – 1994 – Expoziție de grup “Portretul – Ipostaze Contemporane”, Muzeul de Artă, Iași
- 1994 – Expoziție de grup “Flori și naturi statice în arta contemporană”, Muzeul de Artă, Iași
- 1995 – Expoziție de grup “Arta Ieșeană Contemporană”, Galeriile Teatrul Național București
- 1996 – Salon de Toamnă al Uniunii Artiștilor Plastici, Filiala Iași, Galeriile de Artă „Victoria”, Iași

De asemenea, a fost un participant activ al taberelor de creație organizate de Uniunea Artiștilor Plastici din România.
- 1996 – Tabăra de Creație Telega – Prahova
- 1999 – Tabăra de Creație Plavna – Iugoslavia (tabără internațională)
- 2002 – Tabăra de Creație Sucevița
- 2003 – Tabăra de Creație Parcova – Republica Moldova (tabără internațională)
- 2004 – Tabăra de Creație Parcova – Republica Moldova (tabără internațională)
- 2004 – Tabăra de Creație Bârnova Iași
- 2004 – Concursul internațional “Nicolae Tonitza” Kaposvar Ungaria
- 2006 – Tabăra de Creație Parcova – Republica Moldova (tabără internațională)

## Activitate didactică
După absolvirea Universității de arte “George Enescu” din Iași, a fost încadrat ca profesor de specialitate Arte Plastice în cadrul Liceului Pedagogic "Ioan Popescu" din Bârlad, activitate pe care a derulat-o în perioada 1966 - 1968. Din 1968 a ocupat funcția de Director al Școlii de Muzică și Artă Plastică "Nicolae Tonitza" din Bârlad. 
În perioada 1986 – 1990 și-a desfășurat activitatea în cadrul Centrului Județean pentru Valorificarea Creației și Culturii Populare Iași, apoi din 1990 și până în 2001 a fost muzeograf în cadrul Muzeului de Artă Iași. 
Totodată, în perioada 1993 – 2000 i se propune și acceptă funcția de profesor asociat în cadrul Universității “Alexandru Ioan Cuza” Iași, Facultatea de Teologie Ortodoxă, secția Patrimoniu Cultural, la disciplinele: Studiul tehnicilor artistice vechi și tradiționale, Studiul desenului și Studiul Culorii.

## Scrieri
- Călin Alupi, album-catalog, împreună cu Grigore Ilisei, 1996
- Satul arhaic românesc, album-catalog, împreună cu Marcel Lutic, 2005
- Gravura românească contemporană, album-catalog, împreună cu Mihail Voicu, 2009
- Vreme de Albastru / Blue Spirit , versuri, ediție bilingvă, Editura Danaster, 2011[6]

## Premii și distincții
- 1988 – Premiul I la Expoziția Republicană, București
- 2000 – Premiul special al juriului la Salonul Național de Artă Contemporană, Bârlad
- 2000 – Premiul special al juriului la Concursul Național de Artă “N.N. Tonitza”, Bârlad
- 2006 – Premiul pentru pictură “Ștefan Dimitrescu” la Concursul Național de Artă “N.N. Tonitza”, Bârlad
- 2007 – Premiul “Ion Frunzetti” pentru proiectul expozițional “Centenar Corneliu Baba”, Iași
- 2014 – Premiul special în cadrul Concursului Internațional de Creație Vizuală “Aurel Baeșu”, Piatra Neamț
- 2014 – Marele Premiu la Festivalul Internațional A.R.T.E.
- 2015 - Premiul special în cadrul Concursului Internațional de Creație Vizuală “Aurel Baeșu”, Piatra Neamț
- 2020 – Premiul I  în cadrul Simpozionului Științific Internațional organizat de Federația Academică a Oamenilor de Știință, Iași

## Mențiuni
- 2004 – Un secol de arte frumoase la Iași , editura ART XXI, Iași, semnată de criticul de artă Valentin Ciucă
- 2017 - În memoria orașului - interviuri cu personalități ieșene, editura Asachiana, Iași, semnată de Dumitru Șerban